# Brian Keefe
Brian Keefe (Winchester, Massachusetts, 7 de abril de 1976) es un entrenador de baloncesto estadounidense que dirige desde 2024 a los Washington Wizards de la NBA. Como jugador, con 1,93 metros de estatura, jugaba en la posición de escolta.

## Trayectoria deportiva

### Universidad
Jugó dos temporadas con los Anteaters de la Universidad de California en Irvine, en las que promedió 10,9 puntos, 2,1 rebotes y 1,1 asistencias por partido. En su primera temporada fue incluido en el mejor quinteto freshman de la Big West Conference, mientras que al año siguiente lo fue en el segundo mejor quinteto de la conferencia.
Fue entonces transferido a los Rebels de la Universidad de Nevada, Las Vegas, donde disputó dos temporadas más, en las que acabó promediando 7 puntos y 1,5 rebotes por partido.

### Entrenador
Tras renunciar a jugar como profesional, comenzó su carrera como entrenador como asistente de posgrado en la Universidad del Sur de Florida durante la temporada 2000-01 antes de ser elegido entrenador asistente de Max Good en la Universidad Bryant en Smithfield, Rhode Island, durante cuatro temporadas (2001-05).
Dio el salto al baloncesto profesional en los San Antonio Spurs, donde se desempeñó como coordinador de video bajo la dirección del entrenador Gregg Popovich, y ganó un anillo de campeón como parte del equipo de los Spurs en 2007 en su segunda temporada.
Fue seleccionado por el exasistente del gerente general de los Spurs, Sam Presti, y el ex entrenador asistente de los Spurs, PJ Carlesimo, para unirse a ellos para sentar las bases de lo que se convertiría en los Oklahoma City Thunder. Se unió al equipo como entrenador asistente el 23 de agosto de 2007, cuando el equipo todavía era Seattle SuperSonics. Se convirtió en el líder de rendimiento del equipo, con la responsabilidad del desarrollo de la plantilla joven del equipo, incluidas sus selecciones del draft Kevin Durant, Russell Westbrook y James Harden. Los tres se convirtieron en MVP de la NBA. En 2010, Keefe se convirtió en el coordinador defensivo de los Thunder.
Después de siete años con los Thunder, se unió a los New York Knicks como entrenador asistente bajo el mando del entrenador y exjugador de los Thunder Derek Fisher y el presidente del equipo Phil Jackson, donde se centró en la defensa y el desarrollo del entonces novato Kristaps Porziņģis.
En agosto de 2016 fue reclutado para unirse al equipo técnico de Los Angeles Lakers como asistente de Luke Walton, y se convirtió en el coordinador defensivo en 2017. Era buscado por su capacidad para desarrollar jugadores que se convertían en talentos destacados, y se convirtió en responsable del desarrollo del equipo, incluido Brandon Ingram. En su primer año como coordinador defensivo de los Lakers, llevó al equipo al puesto 12 en defensa; el equipo terminó en trigésima y última posición en defensa el año anterior.
En julio de 2019 se reincorporó al cuerpo técnico de Oklahoma City Thunder para liderar la defensa bajo el mando del entrenador Billy Donovan, y asumió la responsabilidad del desarrollo de Shai Gilgeous-Alexander.
El 3 de agosto de 2021 fue contratado como entrenador asistente de los Brooklyn Nets, donde dirigió la defensa. Fue despedido de los Nets en mayo de 2023.
En julio de 2023 fue contratado como entrenador asistente de los Washington Wizards, y el 25 de enero de 2024, los Wizards anunciaron a Keefe como entrenador en jefe interino después de que Wes Unseld Jr. fuera relevado de sus funciones de entrenador para pasar a ser parte del organigrama de la franquicia. El 29 de mayo de 2024 le nombraron oficialmente entrenador principal, siendo el 26.º entrenador en la historia de la franquicia.

## Estadísticas como entrenador en la NBA
| Equipo     | Año     | P   | V  | D  | V–D% | Finalizado       | PP | VP | DP | PV–D% | Resultado   |
| ---------- | ------- | --- | -- | -- | ---- | ---------------- | -- | -- | -- | ----- | ----------- |
| Washington | 2023-24 | 39  | 8  | 31 | .205 | 5.º en Southeast | —  | —  | —  | —     | No playoffs |
| Washington | 2024-25 | 82  | 18 | 64 | .220 | 5.º en Southeast | —  | —  | —  | —     | No playoffs |
| Total      | Total   | 121 | 26 | 95 | .215 |                  | —  | —  | —  | —     |             |